# Karl Ludvig af Slesvig-Holsten-Sønderborg-Beck
Karl Ludvig af Slesvig-Holstein-Sønderborg-Beck (18. september 1690 – 22. september 1774) var den syvende titulære hertug af Slesvig-Holsten-Sønderborg-Beck fra 1757 til 1774. Han gjorde karriere i det preussiske militær, hvor han blev generalløjtnant og trådte siden i Russisk tjeneste, hvor han blev guvernør i Reval (Tallinn) i Guvernementet Estland.
Han var søn af hertug Frederik Ludvig af Slesvig-Holsten-Sønderborg-Beck og Louise Charlotte af Slesvig-Holsten-Sønderborg-Augustenborg. I 1723 konverterede han til katolicismen. Han blev hertug, da hans nevø, Hertug Frederik Vilhelm 3. faldt i Slaget ved Prag i 1757. I 1763 blev han udnævnt til feltmarskal i den russiske hær af kejser Peter 3. af Rusland men afslog på grund af sin høje alder. Han døde i 1774 i Königsberg i Østpreussen. Da han døde uden arvinger, blev han efterfulgt som hertug af sin lillebror, Peter August.
Frederik Ludvig giftede sig i 1730 i Dresden med Anna Karolina Orzelska (1707-1769). Hun var en illegitim datter af kong August 2. af Polen og hans franske elskerinde, Henriette Rénard-Duval. De blev skilt efter tre års ægteskab. I ægteskabet blev der født en søn:
- Karl Frederik (5. januar 1732 i Dresden – 21. februar 1772 i Strassbourg).

## Eksterne links
- Hans den Yngres efterkommere